# Kiosk (Altes Ägypten)

Kiosk des Taharqa im Karnak-Tempel

Der altägyptische Kiosk stellte als ein nach mehreren Seiten geöffneter Pavillon eine besondere Bauform des Gottesschattens dar und hatte den Charakter einer Sonnenkapelle.

## Hintergrund

### Bauart

Trajan-Kiosk auf Philae

Der Kiosk bestand aus einer rechteckigen Anlage von Säulen, die jeweils mit Stürzen verbunden waren. Die beidseitigen Eingangsbereiche der Anlage bestanden zumeist aus zweitürigen Toren, die für Prozessionszüge geöffnet wurden und so einen ungehinderten Durchzug ermöglichten. Die massiven Säulen waren reich mit Hieroglyphen und Bildwerken bemalt:
- Lotossäulen: Kapitell mit einer stilisierten Lotosblüte
- Papyrussäulen: Mit Streifen von Papyrus umwickelt
- Palmensäulen: Deren Kapitelle gleichen denen von Palmblättern

Das Kapitell ist entweder knospenartig geschlossen und verjüngt sich nach oben (geschlossenes Kapitell) oder verbreitert sich kelchförmig (offenes Kapitell).

### Funktionen

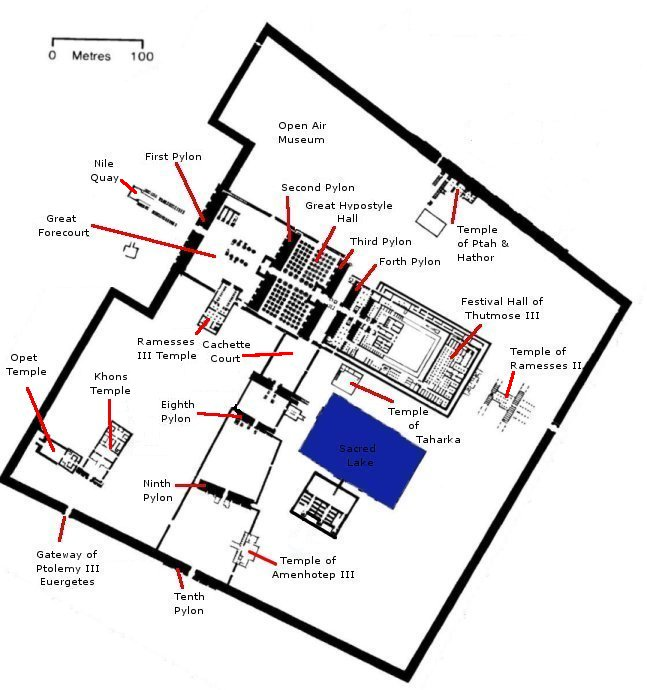
Grundriss des Tempels

Der Kiosk war an keine bestimmten Baumaße gebunden und wurde entsprechend seiner Funktionsbestimmung angelegt. Als Opferheiligtum konnte der Kiosk auf oder zwischen bestehende Gebäude beziehungsweise als freistehende Anlage gebaut werden.
Besondere Bekanntheit erlangte der von Amenophis I. am siebten Pylon angelegte Alabasterkiosk im Karnak-Tempel. Thutmosis I. vollendete den nicht ganz fertiggestellten südlichen Teil. Der Kiosk war sieben Meter lang, drei Meter breit und gut vier Meter hoch. Die Türen waren aus Kupfererz und Gold gefertigt. Amenophis I. widmete diesen Kiosk anlässlich seines Sedfestes dem Sonnengott Amun-Re. Der offene Gebäudekomplex sollte so den direkten Kontakt für die mit dem Sedfest verbundene Erneuerung der Herrschaft ermöglichen. Thutmosis III. ließ zunächst diesen Kiosk abtragen, ehe Amenophis III. Teile davon im dritten Pylon wiederverwendete. 
Der Kiosk wurde ebenso als Prozessionshaltestation beziehungsweise Barkenheiligtum verwendet, beispielsweise beim königlichen Min- oder Opetfest.